# لياندرو بلانك
لياندرو بلانك (بالإسبانية: Leandro Blanc)‏ (مواليد 2 مايو 1993) هو ملاكم أرجنتيني، مثّل بلاده في الألعاب الأولمبية الصيفية 2016.

## روابط خارجية
لياندرو بلانك على موقع بوكس ريك (الإنجليزية) (registration required)
- لياندرو بلانك على موقع اللجنة الأولمبية الدولية (الإنجليزية)
- لياندرو بلانك على موقع أوليمبيديا (الإنجليزية)
- لياندرو بلانك على موقع اللجنة الأولمبية الأرجنتينية (الإسبانية)